# Isolda (pera)
Isolda® es el nombre de una variedad cultivar de pera europea Pyrus communis. Esta pera fue obtenida por M. Fische, conseguida en 1971. Una variedad de maduración temprana, desarrollada en cooperación con criadores alemanes y checos en el Instituto de Horticultura en Pilnitz cerca de Dresde, a partir del cruce de 'Docteur Jules Guyot' como Parental-Madre con el polen de 'Colorée de Juillet' como Parental-Padre. Fue  registrada en 1998 en la República Checa como variedad club para su cultivo comercial. Las frutas tienen una pulpa de color amarillenta, delicada, muy jugosa, fluida, dulce, y aromática.

## Sinonimia
- "Hrušeň Isolda (HL17 / 1733)",
- "Pera Isolda (HL17 / 1733)",[4][5]
- "Grusza Isolda (HL17 / 1733)"
- "Isolda Birne (HL17 / 1733)",
- "Isolde".

## Historia
La República Checa, con una producción comercial de 2.000 toneladas de peras (2009), es el productor de peras más pequeño de Europa. Es de destacar la gran cantidad de variedades de peras que se han obtenido en este país en los últimos años. La mayoría de ellas cumplen con los requisitos de variedades recomendadas para producción comercial.
Esta pera fue obtenida por M. Fische, conseguida en 1971. Una variedad de maduración temprana, desarrollada en cooperación con criadores alemanes y checos en el Instituto de Horticultura en Pilnitz cerca de Dresde, a partir del cruce de 'Docteur Jules Guyot' como Parental-Madre con el polen de 'Colorée de Juillet' como Parental-Padre.
La pera Isolda® es oriunda de la República Checa, se crio en la « Estación Experimental Agraria de Holovousach » por 'M. Fische', en colaboración con la « Estación sobre el mejoramiento de la fruta en Dresde- Pillnitz » conseguida en 1971. Fue inscrita en el registro de la República Checa en 1998 como variedad club para su cultivo comercial con los derechos de producción y explotación protegidos. Es una de las variedades de maduración más temprana. Inscrita en el Registro de Variedades de COBORU de Polonia en 2008.
Isolda® es una variedad de ámbito comercial clasificada como de mesa, está cultivada en Polonia y la República Checa como una variedad club.

## Características
El peral de la variedad 'Isolda' tiene la copa más suelta, algo más extensa, las ramas están bien cubiertas de vegetación fructífera. Se caracteriza por un crecimiento de brotes medio ondulado. Tiene un tiempo de floración con flores blancas que comienza a partir del mes de abril; empieza a dar fruto temprano y da fruto abundante y anual; variedad atractiva y fértil, variedad de verano recomendada en todas las áreas de cultivo de la pera. No crece bien en injerto con el membrillo y por tanto requiere un uso de un intermediario.
La variedad de pera 'Isolda'  tiene una talla de fruto de mediano a grande (promedio 160-230 g); forma piriforme, ligeramente turbinada, con cuello algo acentuado asimétrico, contorno más bien regular, nervaduras ausentes; piel lisa, brillante, epidermis con color de fondo amarillo verdoso cuando madura a amarillo claro, con un sobre color ausente, aunque puede presentar una mejilla con rubor rojo brillante que cubre 1/3 de la superficie de la epidermis sobre todo en el lado expuesto al sol, exhibe un punteado abundante de lenticelas visibles, "russeting" (pardeamiento áspero superficial que presentan algunas variedades) muy débil a débil (1-15%); pedúnculo largo y robusto, de color marrón oscuro, de inserción oblicua en una cavidad peduncular inexistente, con un abultamiento lateral donde se une al pedúnculo; anchura de la cavidad calicina pequeña y poco profunda, a veces moderadamente profunda, y con un borde elevado; ojo entreabierto o abierto; sépalos largos, cerrados o semicerrados, ligeramente carnosos en su base.

Carne de color amarillenta, delicada, muy jugosa, fluida, dulce, aromática. Una pera muy buena para postre.
La pera 'Isolda' tiene una época de recolección a principios de agosto. Variedad para consumo directo, apta para posiciones medias y altas.

## Cultivo
Es moderadamente resistente a las heladas, moderadamente resistente a la costra, y algo sensible fuego bacteriano.

## Polinización
Esta variedad es semi fértil (es buen polinizador de otros árboles pero para sí mismo necesita de otros árboles para ser polinizado), su producción se verá favorecida por la presencia de variedades polinizadoras como: 'Clapp's Favorite', 'Williams' Bon Chretien', 'Fondante de Charneux', 'Decora' entre otros muchos.

## Pros y contras
- Ventajas : fruta atractiva, de maduración temprana, altos rendimientos.
- Desventajas : vida útil corta.[2][7]